# Barbus andrewi
Barbus andrewi е вид лъчеперка от семейство Шаранови (Cyprinidae). Видът е застрашен от изчезване.

## Разпространение
Разпространен е в Южна Африка (Западен Кейп).

## Описание
На дължина достигат до 60 cm, а теглото им е максимум 3407 g.
Популацията на вида е намаляваща.